# Красноярский государственный цирк
Красноя́рский госуда́рственный ци́рк — культурный развлекательный центр на правобережье Красноярска.
Цирк имеет две тысячи мест для зрителей.
В ЦНИИЭП зрелищных зданий и спортивных сооружений был разработан типовой проект цирка, предназначенный для северных районов страны. Покрытие представляет собой ребристо-кольцевой купол, монтируемый из девяноста шести криволинейных плит. По этому проекту построены цирки в шестнадцати городах страны, в том числе в Рязани, Омске, Тюмени, Кемерово, Кирове, Иваново, Нижнем Тагиле, Магнитогорске, Твери и других городах.
Цирк имеет собственную гостиницу для гастролирующих артистов.
В цирке проводятся цирковые мероприятия, проводятся выступления эстрадных артистов.
С 2022 года директор цирка —  Павел Владимирович Шилов.

## История

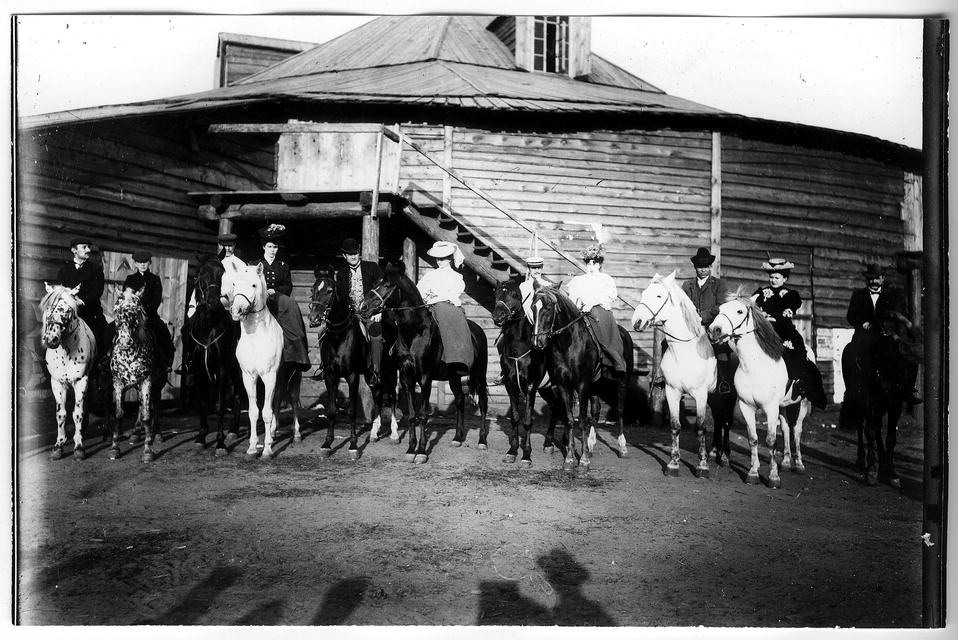
Цирк Струкова на Новособорной площади. 1900-е.

В 1896 году, когда Сибирская железнодорожная магистраль дошла до Красноярска, в город стали приезжать гастролёры с цирковыми программами: иностранные фокусники, дрессировщики, иллюзионисты, канатоходцы.
Представления давались в балаганах или помещениях временного типа.
В 1897 году на Новособорной площади было построено временное здание для цирковых представлений 42 аршина (29,87 м) в диаметре, 22 аршина (15,64 м) в высоту. Здание отапливалось печами.
Первыми познакомили красноярцев с конным цирком антрепренёры, издавна подвизавшиеся в Сибири: С. А. Александров-Серж, А. Коромыслов, Ф. Изако, Э. А. Стрепетов. В 1907 году в Красноярске гастролировал цирк В. К. Никифорова, в 1908 году цирк под управлением Э. А. Стрепетова, в 1915 году — цирк Франца Яковлевича Шако. В конце 1900 года приезжал с гастролями дрессировщик и клоун Дуров.
13 августа 1918 года Первый цирковой кооператив под руководством выборного правления — В. Трипутина, Коко (Лутца), К. Московича — построил утеплённый цирк. В 1921 году, после распада кооператива, здание перешло в ведение горсовета и сдавалось в аренду приезжающим цирковым аттракционам.
В 1930 году здание разобрали, и на этом месте Сибгостеатр построил новый утеплённый цирк, который в 1940 год разобрали и представления стали даваться в шапито, на Красной площади и на Предмостной площади. Актёры жили на съёмных квартирах либо в вагончиках.
Артисты гастролирующих программ работали не только на цирковой арене, но и на значимых стройках страны: Красноярской ГЭС, заводах. Также представления давались для тружеников села, воинов Советской армии.
В 1969 году начато строительство первого стационарного цирка в Свердловском районе города. Через три года — 18 декабря 1971 года первые две тысячи зрителей смогли увидеть представления в новом здании Красноярского государственного цирка, возведённого по типовому проекту для северных районов страны.
За более чем пятидесятилетнюю историю цирком руководили:
- Татьяна Георгиевна Восходова (1969—1977 гг.);
- Зинаида Григорьевна Моисеева (1977 г. — 20?? гг.);
- Николай Никифорович Митяев (20?? — 2010 гг.);[2]
- Рыжов Александр Владимирович (2015 — 2022 гг.);
- Шилов Павел Владимирович (2022 — наст. вр.).

18 декабря 1971 года открыл свои двери новый стационарный цирк на 2000 мест, возведенный по типовому проекту для северных районов страны. По своей архитектуре, месторасположению он стал настоящей достопримечательностью города, любимым местом для посещения красноярцев. Да и для многих артистов Красноярский цирк стал площадкой, где после выпуска из циркового училища состоялся их дебют на манеже. Среди них иллюзионисты Любовь и Анатолий Сударчиковы, жонглеры Лидия и Леонид Игнатовы, многие другие.
Из воспоминаний Алексея Семеновича Курешова, бывшего в те годы председателем горисполкома и курировавшим строительство цирка:
"Настоящей достопримечательностью Красноярска стало здание цирка. Предварительно я просмотрел в нескольких городах подобные сооружения. В Иркутске, например, это типовое здание — шестигранник. В Новосибирске — не типовое, довольно сложное по замыслу архитектора сооружение, но неудобное для работы артистов, особенно акробатических жанров. Конструкция там получилась настолько «жидкая», что во время работы воздушных гимнастов купол словно ходуном ходил.
Конкурс на лучший проект Красноярского цирка выиграл молодой архитектор Виталий Орехов. Для нашего цирка институт «Гражданпроект» совместно с Главкрасноярскстроем, которым руководил тогда В. П. Абовский, сделали такое мощное перекрытие купола, которое позволяло выдерживать любую нагрузку. Через три года после начала строительства цирк уже принимал первых зрителей. И публика, и артисты, работавшие на премьере, были в восхищении от здания.
С 2020 года проводится реконструкция цирка и благоустроиство. Дата окончания реконструкции в 2025 году.